# Equació de Hazen-Williams
La fórmula de Hazen-Williams, també anomenada equació de Hazen-Williams, s'utilitza particularment per a determinar la velocitat de l'aigua en canonades de secció circular plenes, o conductes tancats és a dir, que treballen a pressió.
La seva formulació és:
{\displaystyle V=k\,C\,R^{0.63}\,S^{0.54}}
On:
- V = Velocitat mitjana de l'aigua en el tub en [m/s].
- k = Factor de conversió (k = 0.849 per al SI)
- C = Coeficient que depèn de la rugositat del tub
- R = Ràdi hidràulic = Àrea de flux/Perímetre mullat = Di/4
- S = S és la pèrdua de càrrega per unitat de longitud de la canonada

Aquesta equació es limita per usar-se només per a aigua com a fluid d'estudi, mentre que troba avantatge per només associar la seva coeficient a la rugositat relativa de la canonada que el condueix o, cosa que és el mateix, al material d'aquesta i el temps que aquest porta d'ús.